# A Town Called Paradise
A Town Called Paradise là album phòng thu thứ năm từ DJ điện tử Hà Lan Tiësto. Nó được phát hành vào 13 tháng 6 năm 2014 của Musical Freedom, PM:AM Recordings, và Universal Music. Nó được bắt đầu bằng hai đĩa đơn, "Red Lights" và "Wasted".

## đĩa đơn
"Red Lights" đã được phát hành như là đĩa đơn đầu tiên từ album vào ngày 13 tháng 12 năm 2013. Đó là số đầu tiên của mình trong 1 Scotland, nó cũng đạt đỉnh điểm để số 6 trên UK Singles Chart. Bài hát lọt vào Top 10 tại Úc, Đan Mạch, Na Uy và Thụy Điển.
"Wasted" đã được phát hành như là đĩa đơn thứ hai từ album vào ngày 25 tháng 4 năm 2014. Bài hát đã đạt vị trí để số 3 trên Anh Quốc. Bài hát đã lọt vào Top 10 ở Thụy Điển.
"Light Years Away" đã được phát hành như là đĩa đơn thứ ba của album vào ngày 28 Tháng 11 2014. Bài hát có nhóm nhạc Anh DBX. Theo thành viên nhóm Pete Kirtley, bài hát nói về "không từ bỏ, mặc dù con đường phía trước đôi khi có vẻ như không thể và không thể truy cập".

## Tiếp Nhận

### tiếp nhận phê bình
Sau khi phát hành của mình, A Town Called Paradise nhận được hỗn hợp để đánh giá tích cực từ các nhà phê bình âm nhạc. Christopher R. Weingarten của Rolling Stone đã làm cho album đánh giá hỗn hợp nói, "EDM đã thay đổi pop, pop và bây giờ đang thay đổi kỳ cựu DJ Tiesto. Anh ấy di chuyển từ trance abrasively se lạnh của năm 2009 Kaleidoscope để nắm lấy cây đàn piano và guitar, một âm thanh ấm áp như phiên bản 4:00 của Taylor Swift hay Coldplay. Anh ấy là một tột bực đám đông hài lòng, nhưng anh ấy tốt nhất khi cậu ấy lạ: Các xay vênh của "tiếng vọng" là một nổi bật; "Lãng phí" có thể là một trong năm 2014 của ca khúc country hay nhất."

### hiệu suất thương mại
Ngày 19 tháng 6 năm 2014 album vào Ireland tại số 22. Các album vào New Zealand tại số 39. Ngày 22 tháng 6 năm 2014 với album ra mắt ở vị trí thứ 22 trên Anh Quốc. Đứng vị trí # 18 trên bảng xếp hạng Billboard 200 và # 2 trên bảng xếp hạng Billboard Dance Album. Khai trương vào Mỹ với tuần đầu tiên doanh số bán hàng 15.013 

## Danh sách bài hát
| phiên bản tiêu chuẩn | phiên bản tiêu chuẩn                                                 | phiên bản tiêu chuẩn                                                                      | phiên bản tiêu chuẩn                                                      | phiên bản tiêu chuẩn |
| STT                  | Nhan đề                                                              | Sáng tác                                                                                  | Nhà sản xuất                                                              | Thời lượng           |
| -------------------- | -------------------------------------------------------------------- | ----------------------------------------------------------------------------------------- | ------------------------------------------------------------------------- | -------------------- |
| 1.                   | "Red Lights"                                                         | Tijs Verwest Carl Falk Rami Yacoub Wayne Hector Michel Zitron Måns Wredenberg             | Tiësto Yacoub Falk John Amatiello [a] Dean Gillard [a] Matt Ward [a]      | 4:22                 |
| 2.                   | "Footprints" (featuring Cruickshank)                                 | Verwest Brandon Lowry Freddy Wexler Josef Cruickshank Justin Prime Ash Pournouri          | Tiësto Justin Prime                                                       | 4:17                 |
| 3.                   | "Light Years Away" (featuring DBX)                                   | Pete Kirtley Sacha Collisson John James Newman Verwest                                    | Tiësto DBX Matt Nash Dave Silcox                                          | 3:43                 |
| 4.                   | "A Town Called Paradise" (featuring Zac Barnett of American Authors) | Matthew Koma Verwest                                                                      | Tiësto Koma Oscar Holter [a] Karl-Ola Kjellholm [a] Koma [b] Dan Book [c] | 4:09                 |
| 5.                   | "Written in Reverse" (with Hardwell featuring Matthew Koma)          | Koma Verwest Ron Aniello Robbert van de Corput                                            | Tiësto Koma Hardwell Book [c]                                             | 4:28                 |
| 6.                   | "Echoes" (featuring Andreas Moe)                                     | Verwest Nash Silcox Andreas Moe Hiten Bharadia                                            | Tiësto Nash Silcox                                                        | 4:59                 |
| 7.                   | "Last Train" (with Firebeatz featuring Ladyhawke)                    | Verwest Jurre van Doeselaar Tim Benjamin Smulders Phillipa Margret Brown                  | Tiësto Firebeatz                                                          | 4:48                 |
| 8.                   | "Wasted" (featuring Matthew Koma)                                    | Koma Verwest Nick Audino Lewis Hughes                                                     | Tiësto Koma Disco Fries Twice as Nice                                     | 3:10                 |
| 9.                   | "Let's Go" (featuring Icona Pop)                                     | Verwest Holter Aino Jawo Caroline Hjelt Marcus Sepehrmanesh Alx Reuterskiöld              | Tiësto Holter                                                             | 3:22                 |
| 10.                  | "The Feeling" (featuring Ou Est le Swimming Pool)                    | Verwest Charles Haddon Anders Källmark S. Janssen W. Janssen                              | Tiësto Showtek                                                            | 4:45                 |
| 11.                  | "Shimmer" (featuring Christian Burns)                                | Verwest Christian Burns Nicholas Ditri Daniel Boselovic Jonnie "Most" Davis Paris Hampton | Tiësto Disco Fries                                                        | 3:32                 |
| 12.                  | "Rocky" (with Kaaze)                                                 | Verwest Mick Kastenholt Simon Gain                                                        | Tiësto Kaaze                                                              | 3:32                 |
| 13.                  | "Close to Me" (with Sultan + Ned Shepard featuring Quilla)           | Verwest Ossama Al Sarraf Ned Shepard Anna Luisa Daigneault                                | Tiësto Sultan + Ned Shepard                                               | 4:20                 |
| 14.                  | "Set Yourself Free" (featuring Krewella)                             | Verwest S. Janssen W. Janssen Koma Jahan Yousaf Yasmine Yousaf Kristopher Trindl          | Tiësto S. Janssen W. Janssen Koma [b] Book [c] Alexei Misoul [c]          | 4:39                 |

| Phiên bản Deluxe thêm bài hát | Phiên bản Deluxe thêm bài hát                             | Phiên bản Deluxe thêm bài hát                            | Phiên bản Deluxe thêm bài hát                         | Phiên bản Deluxe thêm bài hát |
| STT                           | Nhan đề                                                   | Sáng tác                                                 | Nhà sản xuất                                          | Thời lượng                    |
| ----------------------------- | --------------------------------------------------------- | -------------------------------------------------------- | ----------------------------------------------------- | ----------------------------- |
| 15.                           | "Don't Hide Your Light" (with MOTi featuring Denny White) | Verwest Denny White Timo Romme                           |                                                       | 3:15                          |
| 16.                           | "Calling on Angels" (with Fred Falke featuring Ellen Lea) | Verwest Elan Lea Andrew Murray Frédérick Falke           |                                                       | 3:16                          |
| 17.                           | "Can't Forget" (with Dzeko & Torres)                      | Verwest Julian Dzeko Luis Torres Redhead Kingpin         |                                                       | 4:10                          |
| 18.                           | "Take Me" (featuring Kyler England)                       | Verwest Kyler England W. Janssen S. Janssen Thomas Olsen | Verwest Olsen S. Janssen W. Janssen Richard Furch [b] | 3:48                          |

Ghi chú
- ^[a]  nghĩa một nhà sản xuất bổ sung
- ^[b]  có nghĩa là một nhà sản xuất thanh nhạc
- ^[c]  nghĩa một nhà sản xuất vocal thêm

## Nhân viên
- Aaron Accetta - Kỹ sư thuộc về sự phát âm
- John Amatiello - Sản xuất bổ sung
- Ron Aniello - người soạn nhạc
- N. Audino - người soạn nhạc
- Zac Barnett - Các Họa sĩ, thuộc về sự phát âm
- Hiten Bharadia - người soạn nhạc
- Gavin Bond - Nhiếp ảnh
- Dan Book - Kỹ sư, Nhà sản xuất thuộc về sự phát âm, thuộc về sự phát âm
- Danny Boselovic - người soạn nhạc, Dương cầm
- Delbert Bowers - Trợ lý
- Phillipa Brown - người soạn nhạc
- Christian Burns - người soạn nhạc, nổi bật Họa sĩ, thuộc về sự phát âm
- Simon Christianssen - Kỹ sư, Mixing
- Sacha Collisson - người soạn nhạc, Kỹ sư, Đàn ghi ta, tổng hợp
- Cruickshank - Nghệ sĩ nổi bật, thuộc về sự phát âm
- Josef Cruickshank - người soạn nhạc
- Anna Luisa Daigneault - người soạn nhạc
- John Davis - Thạc sĩ Kỹ sư
- Jonnie Davis "Hầu hết" - người soạn nhạc
- DBX - Các nghệ sĩ, nhà sản xuất
- Fries Disco - Kỹ sư, Nhà sản xuất, Lập trình
- Nicholas Ditri - người soạn nhạc, Dương cầm
- Tommy tiếng Anh - Kỹ sư thuộc về sự phát âm
- Carl Falk - người soạn nhạc, Kỹ sư, Đàn ghi ta, đo lường, sản xuất, Lập trình, Sắp xếp trộn thuộc về sự phát âm
- Firebeatz - Kỹ sư, nổi bật Họa sĩ, Trộn, Họa sĩ Tiểu học, Nhà sản xuất
- Simon Gain - người soạn nhạc
- Chris Galland - Trợ lý
- Mike Gaydusek - Kỹ sư thuộc về sự phát âm
- Dean Gillard - Sản xuất bổ sung, đo lường, Trộn, Lập trình, trộn thuộc về sự phát âm
- Shep Goodman - Kỹ sư thuộc về sự phát âm
- Charles Haddon - người soạn nhạc, Kỹ sư, Fender Rhodes, thuộc về sự phát âm
- Paris Hampton - người soạn nhạc
- Hardwell - Kỹ sư, nổi bật Họa sĩ, Trộn, Họa sĩ Tiểu học, Nhà sản xuất
- Stuart Hawkes - Thạc sĩ Kỹ sư
- Wayne Hector - người soạn nhạc
- Caroline Hjeit - người soạn nhạc
- Oscar Holter - Sản xuất bổ sung, người soạn nhạc, Trống, Kỹ sư, Đàn ghi ta, Dương cầm, Nhà sản xuất
- Lewis Hughes - người soạn nhạc
- Icona Pop - Các Họa sĩ, thuộc về sự phát âm
- Sjoerd Janssen - người soạn nhạc, trộn, sản xuất, Lập trình
- Wouter Janssen - người soạn nhạc, trộn, sản xuất, Lập trình
- Aino Jawo - người soạn nhạc
- Kaaze - Các nghệ sĩ, ca sĩ chính, Nhà sản xuất
- Anders Kallmark - người soạn nhạc, Trống, Kỹ sư, Dương cầm
- Mick Kastenholt - người soạn nhạc, Lập trình
- Pete Kirtley - người soạn nhạc, Kỹ sư, Dương cầm, Dây
- Karl-Ola S. Kjellholm - Sản xuất bổ sung, Kỹ sư, Đàn ghi ta
- Matthew Koma - âm bass, người soạn nhạc, Kỹ sư, nổi bật họa sĩ, Đàn ghi ta, trộn, sản xuất, Lập trình, Kỹ sư thuộc về sự phát âm, sản xuất thuộc về sự phát âm, thuộc về sự phát âm
- Krewella - Nghệ sĩ nổi bật, thuộc về sự phát âm
- Ladyhawke - Các Họa sĩ, thuộc về sự phát âm
- Brandon Lowry - người soạn nhạc
- Jordan Loyd - Nhiếp ảnh
- Manny Marroquin - Trộn
- Alexei Misoul - Kỹ sư, Nhà sản xuất thuộc về sự phát âm, thuộc về sự phát âm
- Andreas Moe - người soạn nhạc, nổi bật Họa sĩ, thuộc về sự phát âm
- Matt Nash - người soạn nhạc, Trống, Kỹ sư, Đàn ghi ta, Dương cầm, sản xuất, tổng hợp
- John James Newman - người soạn nhạc, thuộc về sự phát âm
- Ou Est le Swimming Pool - Các nghệ sĩ
- Ash Pournouri - người soạn nhạc
- Justin Prime - người soạn nhạc, Nhà sản xuất
- Quilla - Các họa sĩ, thuộc về sự phát âm
- Eva Reistad - kĩ sư hỗ trợ
- Alx Reuterskiöld - người soạn nhạc
- James Reynolds - Trộn
- Ossama Al Sarraf - người soạn nhạc, Đàn ghi ta
- Markus Sepehrmanesh - người soạn nhạc
- Ned Shepard - người soạn nhạc, Trống, Kỹ sư, nổi bật Họa sĩ, Trộn, Dương cầm, Nhà sản xuất
- Dave Silcox - người soạn nhạc, Trống, kỹ sư, nhà sản xuất, tổng hợp
- Tim Smulders - người soạn nhạc
- Nick Steinhardt - Thiết kế
- Sultan - Drums, Kỹ sư, nổi bật Họa sĩ, Trộn, Nhà sản xuất
- Sultan & Shepard - Nghệ sĩ Tiểu học
- Tiësto - Kỹ sư, Trộn, Họa sĩ Tiểu học, Nhà sản xuất
- Kristopher Trindl - người soạn nhạc
- Twice as Nice - Lập trình
- Robbert van de Corput - người soạn nhạc
- Jurre Van Doeselaar - người soạn nhạc
- Tijs Verwest - người soạn nhạc, Kỹ sư
- Matt Ward - Sản xuất bổ sung, đo lường, Trộn, Lập trình, trộn thuộc về sự phát âm
- Freddy Wexler - người soạn nhạc
- Måns Wredenberg - người soạn nhạc
- Rami Yacoub - người soạn nhạc, Kỹ sư, đo lường, sản xuất, Lập trình, Bố trí trộn thuộc về sự phát âm, trộn thuộc về sự phát âm Editing
- Jahan Yousaf - người soạn nhạc
- Yasmine Yousaf - người soạn nhạc
- Michel Zitron - người soạn nhạc, thuộc về sự phát âm

Tín dụng chuyển thể từ AllMusic.

## Bảng Xếp Hạng

### Bảng Xếp Hạng Hàng Tuần
| BXH (2014)                               | - Đỉnh - vị trí |
| ---------------------------------------- | --------------- |
| Album Úc (ARIA)                          | 18              |
| Album Áo (Ö3 Austria)                    | 22              |
| Album Bỉ (Ultratop Vlaanderen)           | 26              |
| Album Bỉ (Ultratop Wallonie)             | 15              |
| Album Canada (Billboard)                 | 9               |
| Album Đan Mạch (Hitlisten)               | 33              |
| Album Hà Lan (Album Top 100)             | 11              |
| Album Phần Lan (Suomen virallinen lista) | 36              |
| Album Pháp (SNEP)                        | 80              |
| Album Ireland (IRMA)                     | 22              |
| Ý (FIMI)                                 | 88              |
| Album New Zealand (RMNZ)                 | 39              |
| Album Na Uy (VG-lista)                   | 14              |
| Album Tây Ban Nha (PROMUSICAE)           | 82              |
| Album Thụy Điển (Sverigetopplistan)      | 15              |
| Album Thụy Sĩ (Schweizer Hitparade)      | 12              |
| Album Anh Quốc (OCC)                     | 22              |
| Album Hoa Kỳ Billboard 200               | 18              |
| Hoa Kỳ Dance/Electronic Albums           | 2               |
| Hoa Kỳ Digital Albums                    | 7               |

## Lịch sử Phát hành
| Khu    | Ngày                | định dạng              | Nhãn                                                |
| ------ | ------------------- | ---------------------- | --------------------------------------------------- |
| Hà Lan | 13 tháng 6 năm 2014 | CD, kỹ thuật số tải về | Musical Freedom PM:AM Universal Music               |
| Hoa Kỳ | 16 tháng 6 năm 2014 | CD, kỹ thuật số tải về | Musical Freedom Casablanca Records Republic Records |